# Georges Braque
Georges Braque, francoski slikar in grafik, * 13. maj 1882, Argenteuil (departma Val-d'Oise), † 31. avgust 1963, Pariz.
Na začetku se je navezoval na foviste in spada med začetnike kubizma.

## Življenje
Njegovo šolanje se je začelo pri očetu, nadaljevalo pa pri nekem dekorativnem slikarju. Picasso, ki je spoznal Braqua prek trgovca z umetninami Kahnweilerja, je delal po enakih načelih. Leta 1908, potem ko je s svojimi novimi slikami propadel pri žiriji, je Kahnweiler pripravil njegovo samostojno razstavo, za katero je napisal besedilo v katalogu Apollinaire. Leta 1912 je začel s tehniko kolaža, ker je želel, da bi izgled svojih del izgledal čim bolj naraven. Tako je dosegel približno realnost slike. Kolaži so bili takrat v nasprotju s kubizmom. Braquova ustvarjalnost je bila prekinjena, ko je bil leta 1914 vpoklican na služenje vojaškega roka. Potem ko se je ločil od Leonce Rosenberg, je s Paolom Rosenbergom sklenil novo pogodbo za razstavljanje. V tem času je dobival naročila iz drugih umetniških področij. Leta 1947 ja na prvi povojni razstavi prikazal tihožitja velikega formata na črni podlagi.